# Perania picea
Perania picea är en spindelart som först beskrevs av Tord Tamerlan Teodor Thorell 1890.  Perania picea ingår i släktet Perania och familjen Tetrablemmidae. Inga underarter finns listade i Catalogue of Life.